# Episodi di Iron Man: Armored Adventures
Elenco degli episodi della serie animata Iron Man: Armored Adventures.

## Stagioni
| Stagioni | Stagioni | Episodi | Trasmissione originale | Trasmissione originale | Trasmissione Italiana | Trasmissione Italiana |
| Stagioni | Stagioni | Episodi | Inizio trasmissione    | Fine trasmissione      | Inizio trasmissione   | Fine trasmissione     |
| -------- | -------- | ------- | ---------------------- | ---------------------- | --------------------- | --------------------- |
|          | 1        | 26      | 24 aprile 2009         | 28 novembre 2009       | 8 novembre 2009       | 7 dicembre 2009       |
|          | 2        | 26      | 13 luglio 2011         | 25 luglio 2012         | 13 novembre 2012      | 12 dicembre 2012      |

### Stagione 1 (2009)
La prima stagione è iniziata in America il 24 aprile 2009 su Nicktoons, mentre in Italia l'8 novembre dello stesso anno su Rai Gulp.
| n° | Titolo originale                | Titolo italiano                          | Prima TV USA      | Prima TV Italia  | Nemici presenti nell'episodio                              |
| -- | ------------------------------- | ---------------------------------------- | ----------------- | ---------------- | ---------------------------------------------------------- |
| 1  | Iron, Forged in Fire, Part 1    | Iron, forgiato nel fuoco (prima parte)   | 24 aprile 2009    | 8 novembre 2009  | Obadiah Stane, Mandarino.                                  |
| 2  | Iron, Forged in Fire, Part 2    | Iron, forgiato nel fuoco (seconda parte) | 24 aprile 2009    | 9 novembre 2009  | Obadiah Stane, Mandarino, Gene Kahn.                       |
| 3  | Secrets and Lies                | Criminali in guerra                      | 1º maggio 2009    | 10 novembre 2009 | Mandarino, Killer Shrike, Unicorno, Conte Luchino Nefaria. |
| 4  | Cold War                        | Guerra fredda                            | 8 maggio 2009     | 11 novembre 2009 | Blizzard, Obadiah Stane.                                   |
| 5  | Whiplash                        | Un amico supereroe                       | 15 maggio 2009    | 12 novembre 2009 | Mr Fix, Whiplash.                                          |
| 6  | Iron Man vs. the Crimson Dynamo | Tornato dallo spazio                     | 22 maggio 2009    | 13 novembre 2009 | Dinamo Cremisi.                                            |
| 7  | Meltdown                        | Laser Man                                | 22 maggio 2009    | 15 novembre 2009 | Maggia, Laser Man.                                         |
| 8  | Field Trip                      | Un piano perfetto                        | 29 maggio 2009    | 16 novembre 2009 | Obadiah Stane.                                             |
| 9  | Ancient History 101             | Il tempio abbandonato                    | 5 giugno 2009     | 17 novembre 2009 | Dreadknights.                                              |
| 10 | Ready, A.I.M., Fire             | L'interfaccia mentale                    | 24 luglio 2009    | 18 novembre 2009 | A.I.M., Controllore.                                       |
| 11 | Masquerade                      | Madame Mask                              | 31 luglio 2009    | 19 novembre 2009 | Obadiah Stane, Madame Masque.                              |
| 12 | Seeing Red                      | Scontro fra giganti                      | 7 agosto 2009     | 20 novembre 2009 | Obadiah Stane, Anton Harchov, Michael O'Brien.             |
| 13 | Hide and Seek                   | La prova del coraggio                    | 14 agosto 2009    | 22 novembre 2009 | Mandarino, Ultimo.                                         |
| 14 | Man and Iron Man                | Il ritorno di Whiplash                   | 21 agosto 2009    | 23 novembre 2009 | Mr. Fix, Whiplash.                                         |
| 15 | Panther's Prey                  | La preda della Pantera                   | 28 agosto 2009    | 24 novembre 2009 | A.I.M., Moses Magnum, M.O.D.O.K.                           |
| 16 | Fun with Lasers                 | Battaglia nello spazio                   | 4 settembre 2009  | 25 novembre 2009 | Laser Man.                                                 |
| 17 | Chasing Ghosts                  | Ombra assassina                          | 18 settembre 2009 | 26 novembre 2009 | Fantasma.                                                  |
| 18 | Pepper, Interrupted             | Un nuovo eroe per Pepper                 | 25 settembre 2009 | 27 novembre 2009 | Mandarino, Maggia, Conte Luchino Nefaria, Cavaliere Nero.  |
| 19 | Technovore                      | Il virus affamato                        | 9 ottobre 2009    | 29 novembre 2009 | Technovore.                                                |
| 20 | World on Fire                   | L'anello nel vulcano                     | 16 ottobre 2009   | 30 novembre 2009 | Mandarino, Firebrand.                                      |
| 21 | Designed Only for Chaos         | Il grande Modok                          | 23 ottobre 2009   | 1º dicembre 2009 | A.I.M., Controllore, M.O.D.O.K.                            |
| 22 | Don't Worry, Be Happy           | Supereroe per un giorno                  | 13 novembre 2009  | 2 dicembre 2009  | Killer Shrike, Unicorno, Mandarino.                        |
| 23 | Uncontrollable                  | Il gigante verde                         | 18 gennaio 2010   | 3 dicembre 2009  | A.I.M., Controllore, M.O.D.O.K.                            |
| 24 | Best Served Cold                | La vendetta di Blizzard                  | 20 novembre 2009  | 4 dicembre 2009  | Blizzard, Obadiah Stane.                                   |
| 25 | Tales of Suspense, Part 1       | Il quinto anello (prima parte)           | 28 novembre 2009  | 6 dicembre 2009  | Mandarino, Fin Fang Foom.                                  |
| 26 | Tales of Suspense, Part 2       | Il quinto anello (seconda parte)         | 28 novembre 2009  | 7 dicembre 2009  | Mandarino, Fin Fang Foom.                                  |

### Stagione 2 (2011-2012)
La seconda stagione è iniziata in America il 13 luglio 2011 su Nicktoons, mentre in Italia il 13 novembre 2012 su Rai Gulp.
| n° | Titolo originale                              | Titolo italiano                                                | Prima TV USA     | Prima TV Italia  | Nemici presenti nell'episodio                                                                                                   |
| -- | --------------------------------------------- | -------------------------------------------------------------- | ---------------- | ---------------- | --- |
| 27 | The Invincible Iron Man, Part 1: Disassembled | L'invincibile Iron Man (prima parte) - Un compleanno difficile | 13 luglio 2011   | 13 novembre 2012 | Unicorno, Killer Shrike, Maggia, Mandarino, Mr Fix, Whiplash, Obadiah Stane.                                                    |
| 28 | The Invincible Iron Man, Part 2: Reborn!      | L'invincibile Iron Man (seconda parte) - Rinascita             | 20 luglio 2011   | 14 novembre 2012 | Mr Fix, Whiplash, Mandarino, Obadiah Stane, Blizzard, Liquefatore.                                                              |
| 29 | Look into the Light                           | Raggio di luce                                                 | 27 luglio 2011   | 15 novembre 2012 | Mr Fix, Justin Hammer, Laser Man Cattivo.                                                                                       |
| 30 | Ghost in the Machine                          | Fantasma                                                       | 3 agosto 2011    | 16 novembre 2012 | Fantasma, Obadiah Stane, Justin Hammer.                                                                                         |
| 31 | Armor Wars                                    | La guerra delle armature                                       | 10 agosto 2011   | 17 novembre 2012 | Force, Shockwave, Firepower, Maggia, Conte Luchino Nefaria, Obadiah Stane.                                                      |
| 32 | Line of Fire                                  | Sotto tiro                                                     | 17 agosto 2011   | 19 novembre 2012 | Gene Kahn, Justin Hammer, Mr Fix, Cavaliere Nero, N'Kya, Adam Reitland, Sunturion.                                              |
| 33 | Titanium vs. Iron                             | Titanium contro Iron Man                                       | 25 agosto 2011   | 20 novembre 2012 | Titanium Man, Mr Fix, Whiplash, Blizzard.                                                                                       |
| 34 | The Might of Doom                             | La forza del destino                                           | 17 ottobre 2011  | 21 novembre 2012 | Dr Destino, Obadiah Stane. |
| 35 | The Hawk and the Spider                       | Il falco e il ragno                                            | 24 ottobre 2011  | 22 novembre 2012 | Titanium Man, Obadiah Stane. |
| 36 | Enter: Iron Monger                            | Progetto Iron Monger                                           | 31 ottobre 2011  | 23 novembre 2012 | Iron Monger. |
| 37 | Fugitive of S.H.I.E.L.D.                      | In fuga dallo S.H.I.E.L.D                                      | 7 novembre 2011  | 24 novembre 2012 | Obadiah Stane, Fantasma. |
| 38 | All the Best People Are Mad                   | Che il gioco abbia inizio                                      | 26 novembre 2011 | 26 novembre 2012 | |
| 39 | Heavy Mettle                                  | Identità svelata                                               | 26 novembre 2011 | 27 novembre 2012 | Obadiah Stane. |
| 40 | Mandarin's Quest                              | La missione di Mandarino                                       | 29 febbraio 2012 | 28 novembre 2012 | Mandarino, Sinistro Mietitore                                                                                                   |
| 41 | Hostile Takeover                              | Vendita obbligatoria                                           | 7 marzo 2012     | 29 novembre 2012 | Titanium Man, Unicorno, Killer Shrike, Blizzard, Mr Fix, Whiplash.                                                              |
| 42 | Extremis                                      | Extremis                                                       | 14 marzo 2012    | 30 novembre 2012 | Mallen. |
| 43 | The X-Factor                                  | Il fattore X                                                   | 21 marzo 2012    | 1º dicembre 2012 | Magneto. |
| 44 | Iron Man 2099                                 | Iron Man 2099                                                  | 6 giugno 2012    | 3 dicembre 2012  | Iron Man 2099, Justin Hammer.                                                                                                   |
| 45 | Control-Alt-Delete                            | Realtà virtuale                                                | 28 marzo 2012    | 4 dicembre 2012  | A.I.M., Controllore. |
| 46 | Doomsday                                      | Il giorno del giudizio                                         | 13 giugno 2012   | 5 dicembre 2012  | Dr Destino, Yogthulu, Gargoyle.                                                                                                 |
| 47 | The Hammer Falls                              | La sconfitta di Hammer                                         | 20 giugno 2012   | 6 dicembre 2012  | Justin Hammer, Unicorno, Killer Shrike, Conte Luchino Nefaria, Blizzard, Mr Fix, Whiplash, Cavaliere Nero, Titanium Man, Sasha. |
| 48 | Rage of the Hulk                              | La rabbia di Hulk                                              | 27 giugno 2012   | 7 dicembre 2012  | Thunderbolt Ross, A.I.M. |
| 49 | Iron Monger Lives                             | Il ritorno di Iron Monger                                      | 4 luglio 2012    | 8 dicembre 2012  | Iron Monger, Madame Masque. |
| 50 | The Dragonseed                                | Il seme del drago                                              | 11 luglio 2012   | 10 dicembre 2012 | Mandarino, Makluan Guardiano.                                                                                                   |
| 51 | The Makluan Invasion, Part 1: Annihilate!     | L'invasione dei Makluan (prima parte) - Annientateli           | 18 luglio 2012   | 11 dicembre 2012 | Re Makluan, Makluan Campione.                                                                                                   |
| 52 | The Makluan Invasion, Part 2: Unite!          | L'invasione dei Makluan (seconda parte) - Uniti                | 25 luglio 2012   | 12 dicembre 2012 | Re Makluan, Ultimo. |